# Joop de Blaauw
Joop de Blaauw (Amsterdam, 27 september 1941) is een Nederlandse beeldhouwer.

## Leven en werk
De Blaauw studeerde van 1971 tot 1975 bij onder anderen Carel Kneulman aan de Gerrit Rietveld Academie in Amsterdam. Tijdens zijn studie nam hij practijklessen steenbeeldhouwen bij een grafsteenhouwer. De gereedschappen daartoe waren van wijlen Hildo Krop, die hij had gekregen van Kneulman. Direct na zijn studie verhuisde hij naar de Groningse plaats Vriescheloo. Zijn plannen om aan de marmeracademie van Carrara een opleiding te volgen had hij terzijde gelegd, maar hij leerde het vak in de marmerstudio's van Marina di Carrara, door daar regelmatig voor enkele maanden een studio te huren.

## Enkele werken
- Levensteken (1979)[1], Zorgcentrum De Blanckenbörg in Blijham
- Vriendschap Vereeuwigd (1987) in samenwerking met Johannes van Laar en Ko Vester, Brink in Zuidlaren
- Sculptuur/fontein in samenwerking met Ad Molendijk, Voorstraat in Bad Nieuweschans

## Fotogalerij

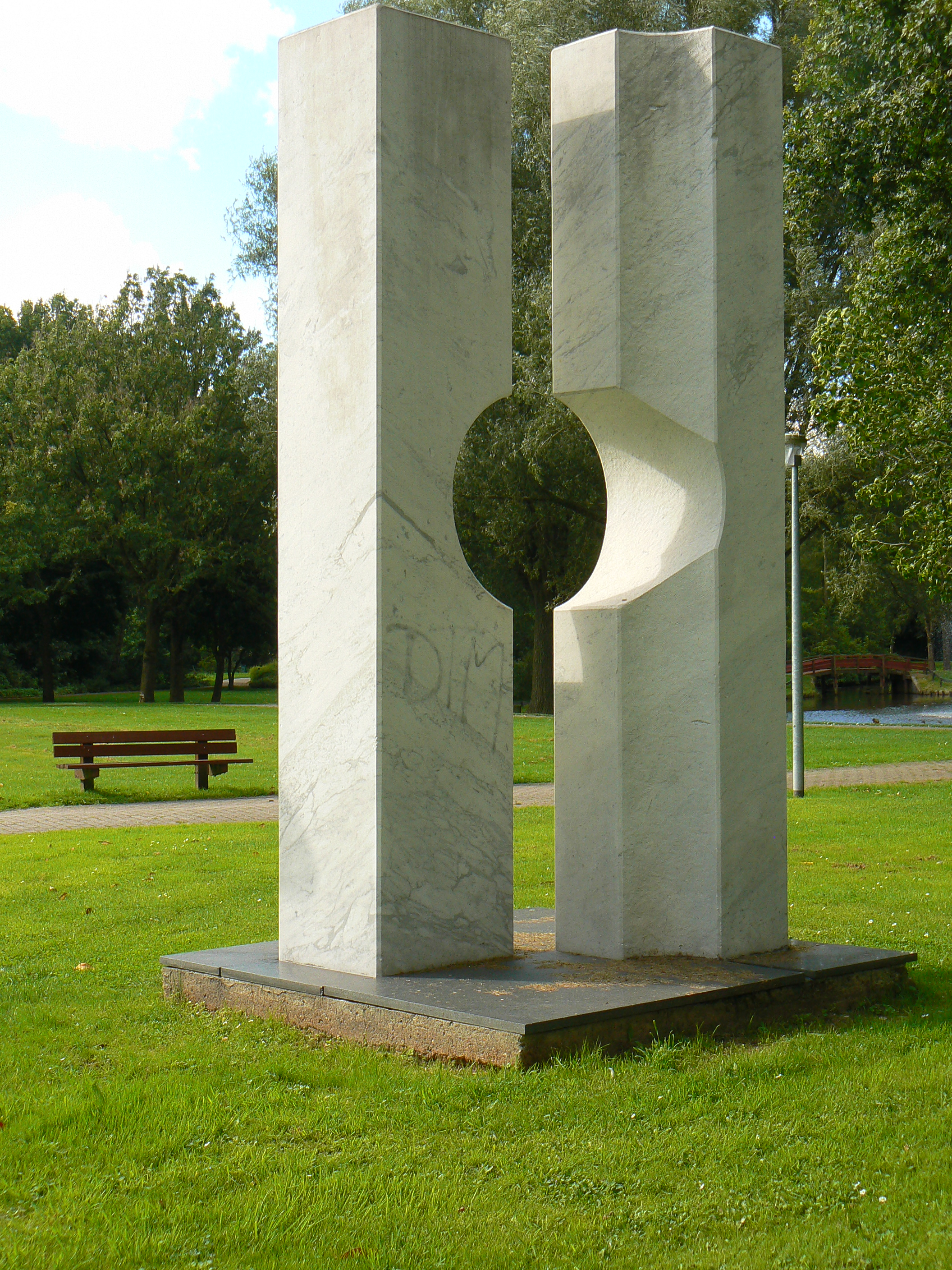
Levensteken, Blijham
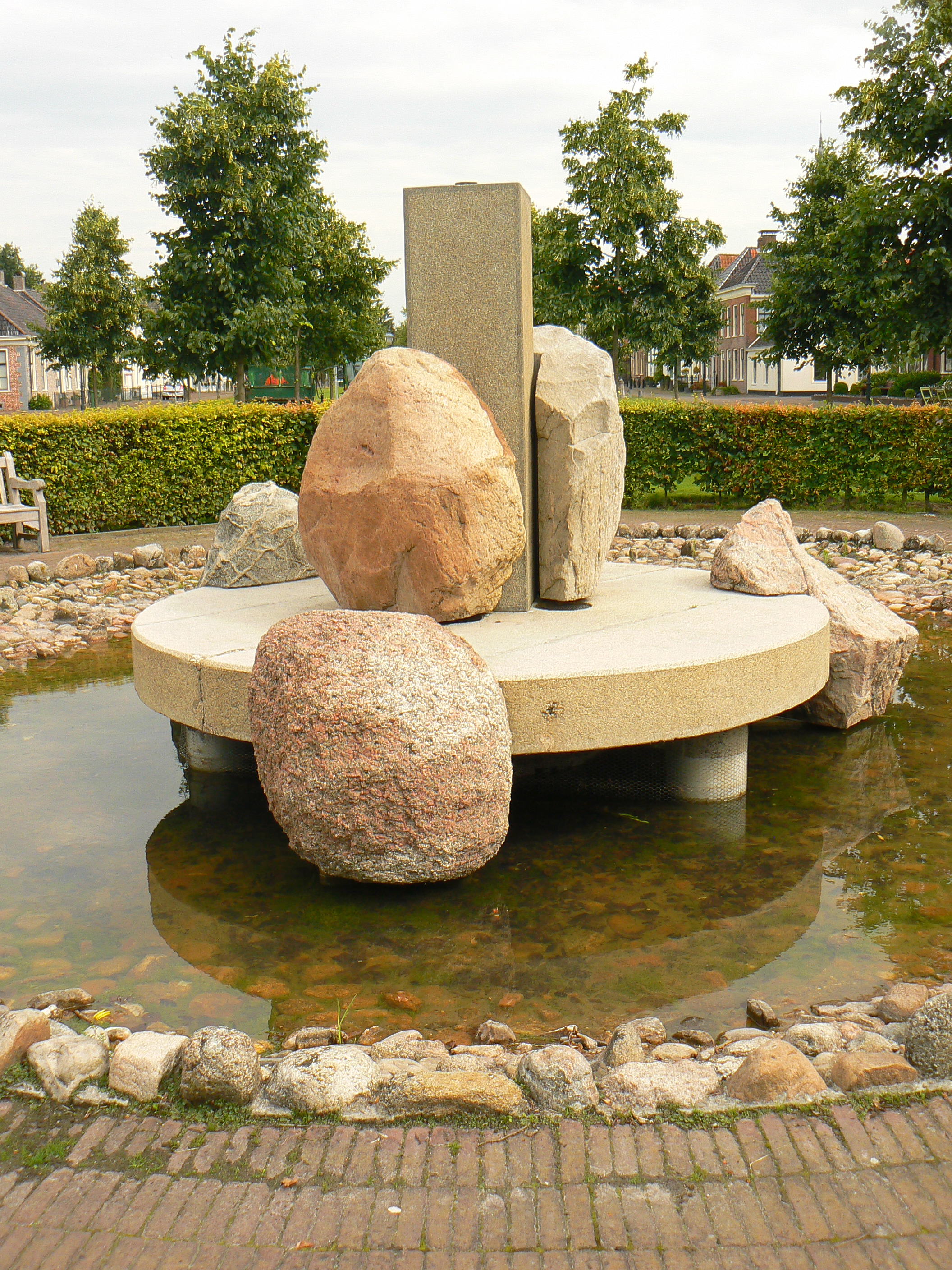
Sculptuur/fontein, Bad Nieuweschans